# Peter Dembowski

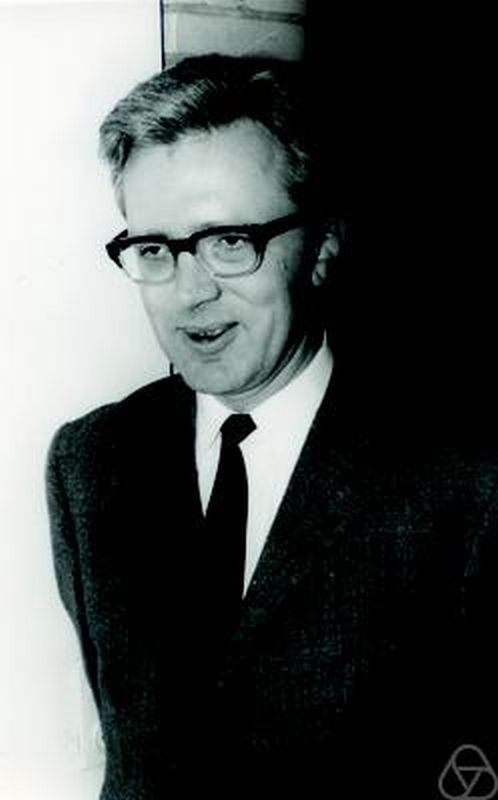
Peter Dembowski 1969 in Erlangen

Peter Dembowski (* 1. April 1928 in Berlin; † 28. Januar 1971 in Tübingen) war ein deutscher Mathematiker, der sich mit Kombinatorik beschäftigte.

## Leben und Wirken
Dembowski studierte 1948 bis 1953 an der Universität in Frankfurt am Main. Danach war er drei Jahre in den USA an der Brown University und der University of Illinois, wo er Reinhold Baer traf, mit dem er 1956 nach Frankfurt zurückkehrte und bei dem er 1957 promoviert wurde (Verallgemeinerungen von Transitivitätsklassen endlicher projektiver Ebenen). 1964 wurde er in Frankfurt habilitiert. 1969 wurde er Professor in Tübingen. 1962/3 war er am Queen Mary College in London, 1965/66 an der University of Wisconsin, 1966/67 an der University of Illinois at Chicago und 1965 Gastprofessor in Rom.
Dembowski arbeitete vor allem über endliche Geometrien (und ihre Zusammenhänge mit der Gruppentheorie), über die er ein maßgebliches Lehrbuch verfasste. Von ihm stammt das in der endlichen Geometrie berühmte Theorem, dass jede endliche Möbius-Ebene (Inversive Plane) gerader Ordnung aus einem Ovoid in einem endlichen projektiven Raum entsteht.
1962 hielt er einen Vortrag auf dem Internationalen Mathematikerkongress in Stockholm (Partial planes with parallelism).
Zu seinen Doktoranden zählt William Kantor.

## Schriften
- Kombinatorik. BI Hochschultaschenbücher 1970.
- Finite Geometries. Springer 1968, Ergebnisse der Mathematik und ihrer Grenzgebiete, neu bei Classics of Mathematics 1997, ISBN 3-540-61786-8.
- Endliche Geometrien. In: Mathematisch-Physikalische Semesterberichte. Band 13, 1966, S. 32.
- Inversive Planes of Even Order. In: Bull. Amer. Math. Soc. Band 69, Nr. 6, 1963, S. 850–854 (projecteuclid.org).